# Straße von Malakka
Die Straße von Malakka ist eine Meerenge in Südostasien zwischen der Malaiischen Halbinsel und der Insel Sumatra. Sie verbindet zusammen mit der an ihrem östlichen Ende gelegenen Straße von Singapur den Indischen Ozean und das Südchinesische Meer. Sie ist eine der am stärksten befahrenen Wasserstraßen der Welt und hat eine große geostrategische Bedeutung.

## Geographie
Die Straße von Malakka liegt vollständig über dem südostasiatischen Festlandsockel und ist somit maximal etwa 200 Meter tief. Von dem Stadtstaat Singapur im Süd-Osten bis zum nördlichen Küstenbereich von Sumatra beträgt die Distanz etwa 930 Kilometer, bei einer Breite zwischen 38 und 393 Kilometern. Am südlichen Ende befinden sich zwischen Singapur, den indonesischen Riau-Inseln und der Ostküste von Sumatra zahlreiche Durchfahrten mit teils erheblich geringerer Breite und einer minimalen Tiefe von nur etwa 25 Metern.

## Wirtschaftliche Bedeutung
Die Straße von Malakka ist mit täglich etwa 200 bis 250 durchfahrenden Schiffen eine der am stärksten befahrenen Wasserstraßen der Welt. Geschätzte 30 % des von der Seeschifffahrt beförderten Welthandelsvolumens werden durch sie hindurch transportiert. Die wirtschaftlich bedeutendsten Häfen sind der Seehafen von Port Klang in der Nähe von Kuala Lumpur und die Häfen in Singapur.
Malakkamaxschiffe reizen die Wassertiefe der Straße vollbeladen nicht aus: die Triple-E-Klasse hat maximal 15,50 m Tiefgang, der CMA-CGM-Marco-Polo-Typ maximal 16 m und der Evergreen 20.000-TEU-Typ maximal 16 m. Einige sehr große Öltanker können die Straße nicht vollbeladen passieren.
Mit zahlreichen Jermal-Plattformen wird in der Straße von Malakka Fischereiwirtschaft betrieben.

## Strategische Bedeutung
Aufgrund des hohen Schiffsverkehrsaufkommens für Import, Export und Energiezufuhr in den asiatischen Staaten, allen voran China, hat die Straße von Malakka große strategische Bedeutung. Sicherheitspolitisch steht China hier vor dem „Malakka-Dilemma“, da die USA in einem Konfliktfall diese Lebensader für Chinas Wirtschaft und Energie leicht blockieren könnten. Jedoch sind andere asiatische Staaten wie Indien, Japan, Südkorea und die ASEAN-Mitglieder, aber auch Europa und die USA wirtschaftlich auf die freie Passierbarkeit der Straße von Malakka angewiesen. Die Straße von Malakka ist metaphorisch „Aorta des Indo-Pazifischen Raums“ genannt worden.

## Alternative Planungen
Es gab Pläne einer direkten Wasser-Verbindung über die Landenge der malaiischen Halbinsel im Süden Thailands, um den Golf von Thailand mit der Andamanensee durch einen schiffbaren Kanal zu verbinden („Kra-Kanal“ oder „Thai-Kanal“). Eine solche Verbindung würde den Nutzen der Straße von Malakka und den Hafen von Singapur massiv abwerten und ihre Benutzung zu großen Teilen entbehrlich machen.
Eine gewisse Entlastung der Wasserstraße wurde 2005 durch den Bau der chinesischen Erdöl- und Gaspipeline entlang der Seidenstraße mit dem Knotenpunkt Xinjiang erwartet.

## Geschichte
In der Meerenge fand im Mai 1945 kurz vor dem Ende des Zweiten Weltkrieges die Schlacht in der Straße von Malakka statt.
Die Straße von Malakka war lange eine der am stärksten von Piraten heimgesuchten Wasserstraßen. Am 9. Januar 2004 wurde z. B. der Tanker Cherry 201 gekapert. Nach langen Lösegeldverhandlungen wurden vier Seeleute von den Piraten erschossen. Das sicherheitspolitische Problem der Piraterie gilt mittlerweile jedoch als erfolgreich bewältigt.

## Trivia
Im Film Alice im Wunderland: Hinter den Spiegeln schlägt sich die Protagonistin Alice auf einer Überfahrt von China nach England gegen einen Angriff von Piraten in der Straße von Malakka.